# (31711) Suresh
(31711) Suresh est un astéroïde de la ceinture principale.

## Description
(31711) Suresh est un astéroïde de la ceinture principale. Il fut découvert le 10 mai 1999 à Socorro (Nouveau-Mexique) par le projet LINEAR. Il présente une orbite caractérisée par un demi-grand axe de 2,79 UA, une excentricité de 0,08 et une inclinaison de 9,3° par rapport à l'écliptique.

## Compléments